# Corry Brokken

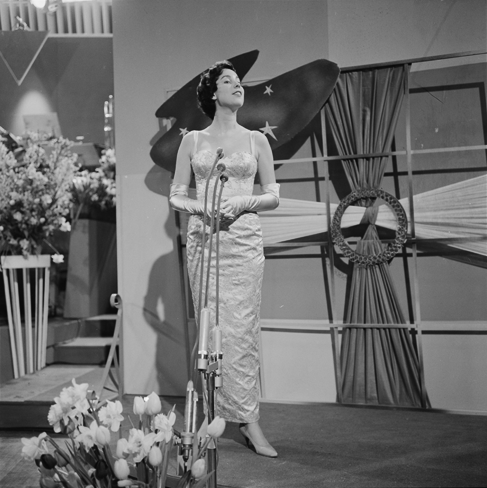
Corry Brokken i Eurovision Song Contest 1958.

Cornelia Maria "Corry" Brokken, född 3 december 1932 i Breda, död 2 juni 2016 i Laren, var en nederländsk sångerska.
Brokken vann Eurovision Song Contest 1957 då hon representerade hemlandet Nederländerna med låten Net als toen (Som det brukade vara). Musiken skrevs  av Guus Jansen och texten skrevs av Willy van Hemert.
Hon deltog även i Eurovision Song Contest 1956 med låten Voorgoed voorbij (Över för gott), med musik och text av Jelle de Vries. Hon deltog för tredje året i rad 1958 med låten Heel de wereld (Hela världen) med text och musik av Benny Vreden; hon kom då på delad sista plats. Hon medverkade därefter inte i tävlingen mer som artist, men var programledare för Eurovision Song Contest 1976 i Haag.
År 1976 avslutade hon sin sångkarriär och började studera juridik. År 1988 blev hon utbildad advokat.
Brokken avled den 2 juni 2016, 83 år gammal.

## Filmografi
- Jenny

## Diskografi
- Die Ronnex Records Aufnahmen
- Milord
- La Mamma